# 天滿橋

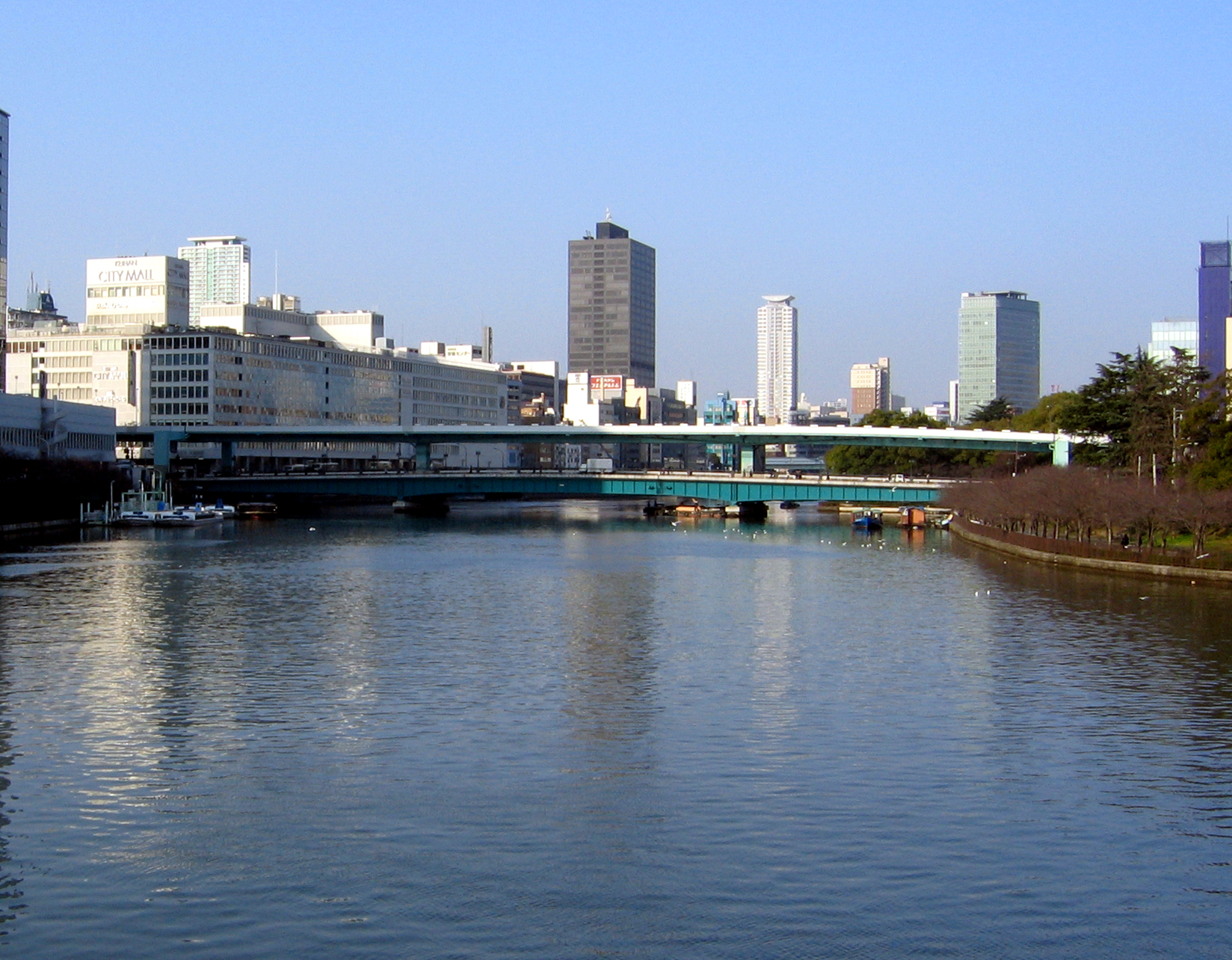
天滿橋東望

天滿橋（日语：／）是日本大阪市大川上的橋梁，也是同市北區地名、天滿橋南詰周邊區域名。

## 天滿橋（橋梁）
天滿橋（てんまばし）是大川上的天滿橋筋（大阪府道30號大阪和泉泉南線）橋梁。與難波橋、天神橋合稱為浪華三大橋，是三者最東（上游）的橋梁。此橋連結了大阪市北區天滿與大阪市中央區天滿橋京町。
天滿橋是大阪少數的雙層橋梁，上層是土佐堀通的跨道橋。天滿橋南詰有天滿橋交差點，往北為天滿橋筋，往南為谷町筋。大阪市營地下鐵谷町線通過天滿橋地底。

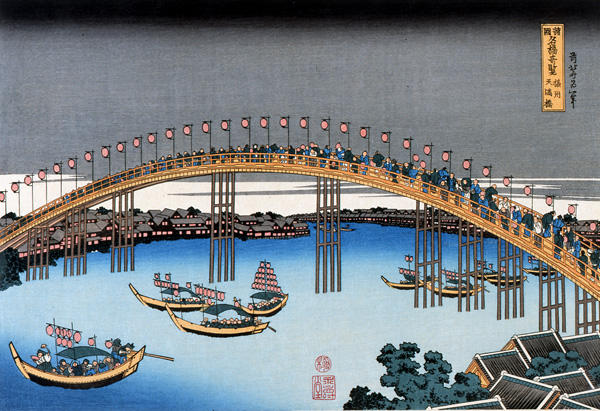
天滿橋（葛飾北齋）
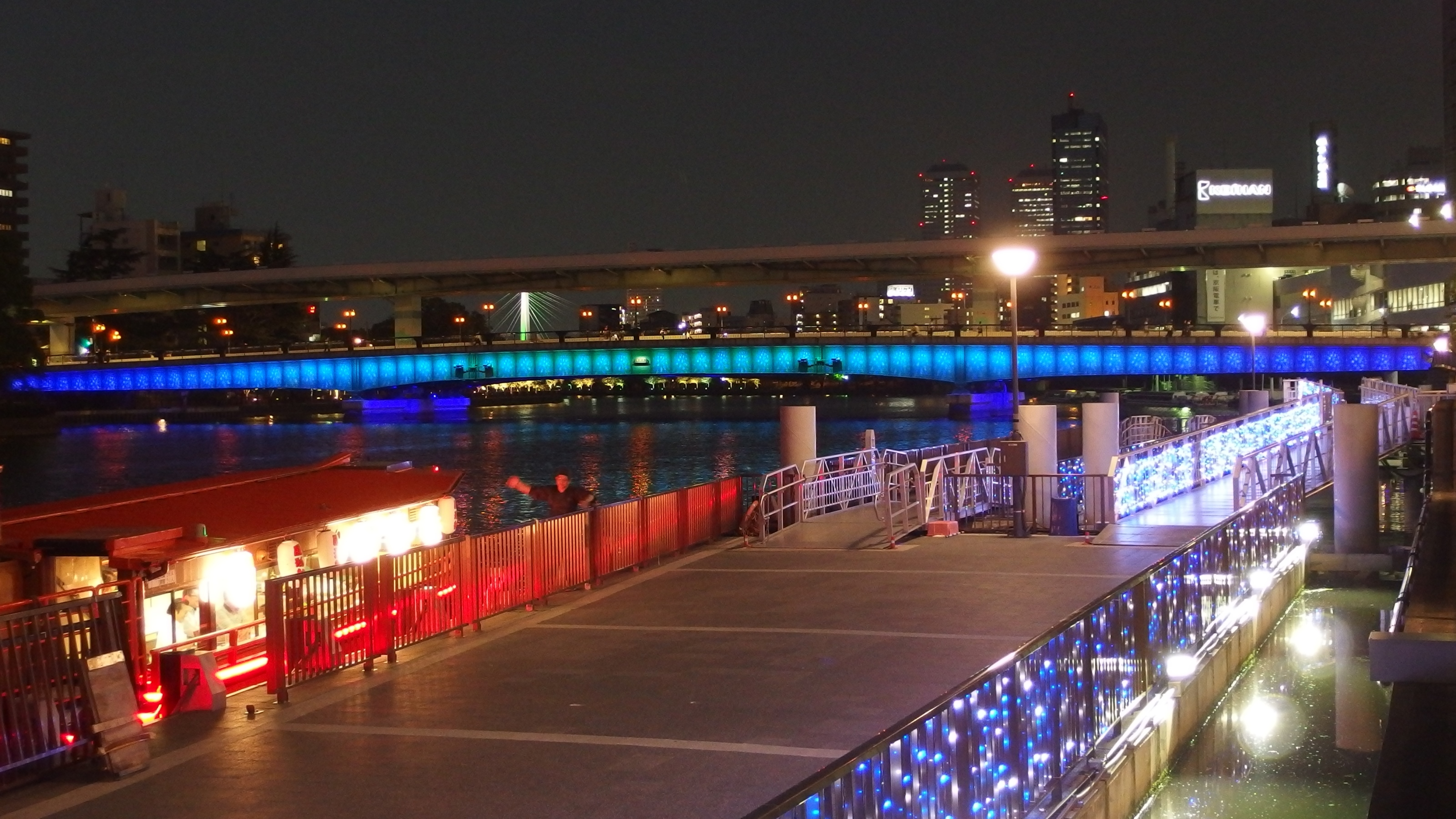
天滿橋夜景
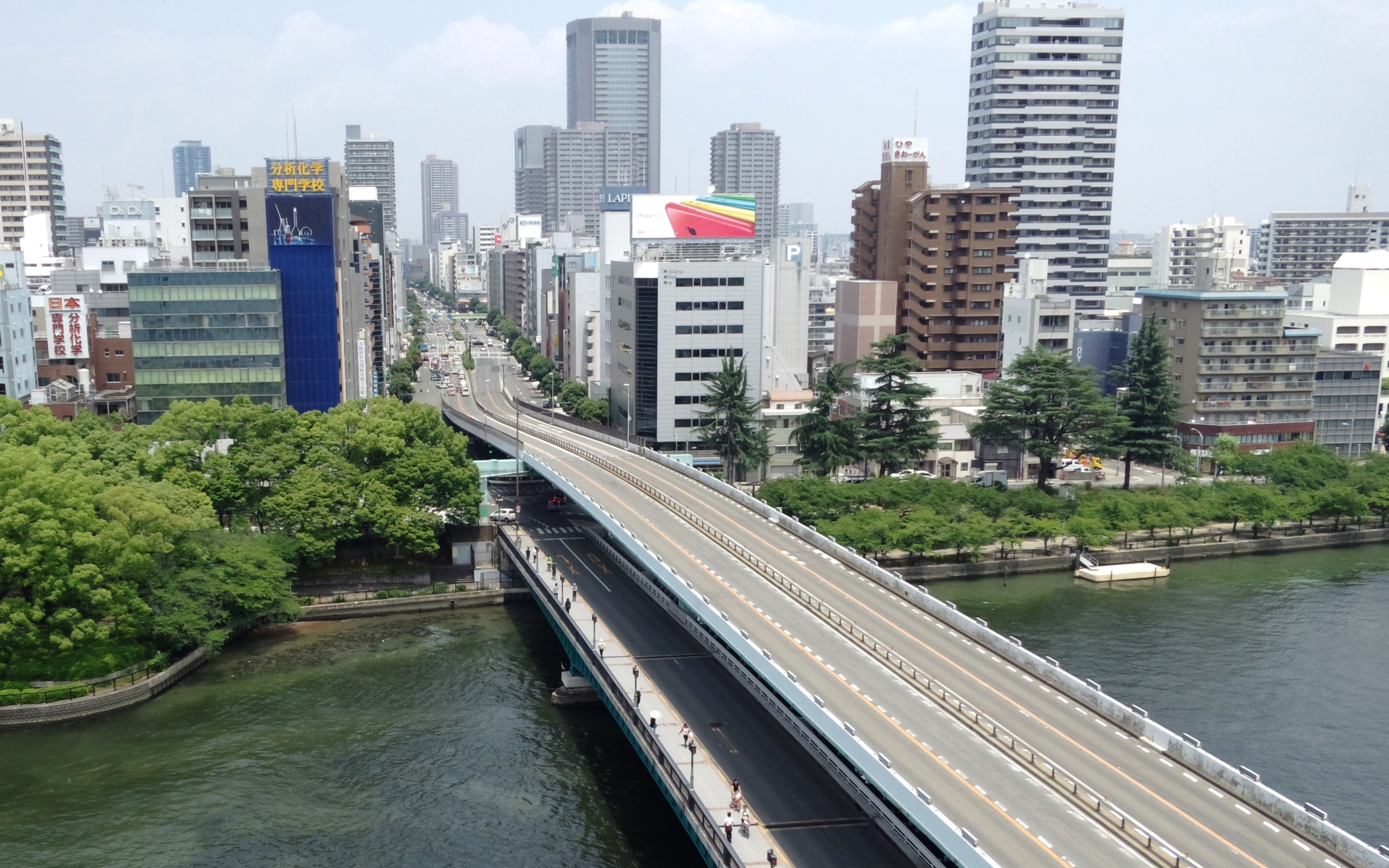
天滿橋南望

### 歷史
江戶時代被指定為公儀橋，由幕府直轄管理。
江戶時代的架橋地點為現地的東側，橋梁北側的道路稱為天滿橋筋。1771年（明和8年），寢屋川、鯰江川匯合處建造防止逆流的堤防「將棊島」（将棊島），天滿橋橫跨該島。
1878年（明治11年），在谷町筋與空心町筋（現稱天滿橋筋）的連結處架設新木橋。但木橋在1885年（明治18年）的淀川大洪水中沖毀，後來重建為鐵橋。1909年（明治42年），淀川改修工程拆除將棊島。1935年（昭和10年），因路面電車（大阪市電）往來造成橋梁搖晃，重建為現在的耐震橋梁。
1970年（昭和45年），為解緩天滿橋交差點（土佐堀通）的交通堵塞，建造新跨道橋。1989年（平成元年），舊橋（下層）改建。

### 橋梁資訊
- 構造形式：懸臂橋
- 橋長：151.0公尺
- 橋寬：19.0公尺
- 主跨徑：61.0公尺
- 開通：1935年（昭和10年）12月25日

## 地名的天滿橋

### 大阪市北區町名
1978年（昭和53年），大阪市北區實施住居表示而誕生的町名，由舊町名空心町、新川崎町、天滿橋筋各一部分組成天滿橋一丁目～三丁目。
位於源八橋西詰周邊，距離天滿橋（橋梁）有段距離。町內有大阪動畫園區（OAP），鄰天滿橋筋。

### 天滿橋南詰周邊的區域名

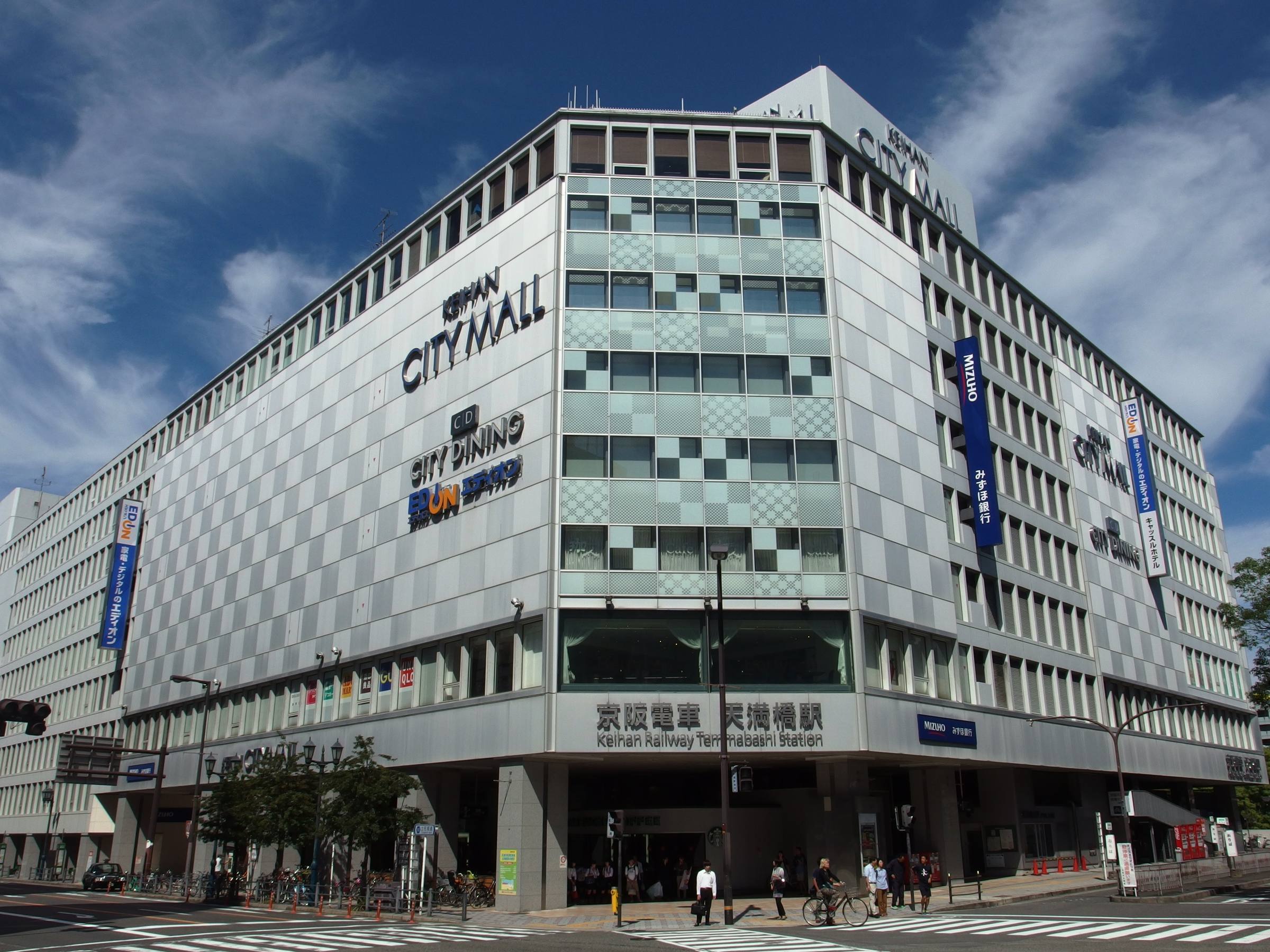
京阪天滿橋站與車站大樓京阪City Mall（京阪シティモール） （2014年9月）

自明治末期大阪市電天滿橋停留場、京阪電鐵天滿橋站在天滿橋南詰開業以來，一般所說的「天滿橋」是指天滿橋南詰周邊一帶。
天滿橋站原為京阪本線大阪側起點，1963年（昭和38年）延伸至淀屋橋站後成為中間站，同時改建為地下車站往天滿橋筋西側移動。地上車站舊址現為大阪商品市場大廈（OMM大廈）。之後京橋站繼續箝制本地發展。但隨著京阪中之島線開通，以及京阪City Mall、大阪市營巴士天滿橋巴士總站等再開發事業，此地再次取回過往的繁榮喧囂。
天滿橋交差點西側土佐堀通旁的天滿橋京町，其舊町名為京橋。町名「京橋」原是京街道旁的町。1989年（平成元年），東區與南區合併為中央區，京橋一丁目編入大手前一丁目，二丁目改稱天滿橋京町，三丁目改稱北濱東。